# کد دگرساز

در این انیمیشن فشردن آلت+۱۶۱ را نشان می‌دهد که نویسهٔ 161, "í" را تولید می‌کند

کد دگرساز یا آلت کد (به انگلیسی: Alt code) در رایانه شخصی مبتنی بر سیستم آی‌بی‌ام برای دسترسی به بسیاری از نویسه‌ها و  شکلک‌ها، باید به صورت کلید ترکیبی با پائین نگه‌داشتن دکمهٔ آلت و زدن عدد یا دکمه‌های دیگر آنها را تایپ کرد. در بسیاری از سیستم‌عامل شامل داس (سیستم عامل) و مایکروسافت ویندوز از چنین روشی باید استفاده کرد.